# Kruplin-Parcela
Kruplin-Parcela (prononciation [ˈkruplin parˈt͡sɛla]) est un village de la gmina de Nowa Brzeźnica, du powiat de Pajęczno, dans la voïvodie de Łódź, situé dans le centre de la Pologne.
Sa population s'élevait à 58 habitants en 2006.

## Administration
De 1975 à 1998, le village était attaché administrativement à l'ancienne voïvodie de Częstochowa.

Depuis 1999, il fait partie de la nouvelle voïvodie de Łódź.